# Stazione di Ponte Gardena-Laion
Stazione di Ponte Gardena-Laion vasútállomás Olaszországban, Trentino-Alto Adige régióban, Ponte Gardena településen.

## Vasútvonalak
Az állomást az alábbi vasútvonalak érintik:
- Brenner-vasútvonal

## Kapcsolódó állomások
A vasútállomáshoz az alábbi állomások vannak a legközelebb: 
- Stazione di Chiusa
- Stazione di Prato-Tires
- Stazione di Castelrotto